# Sepahan Sport Club
Maillots
Actualités
Le Foolad Mobarake Sepahan Sport Club (en persan : باشگاه فوتبال فولاد مبارکه سپاهان اصفهان), plus couramment abrégé en Sepahan SC, est un club iranien de football fondé en 1944 et basé dans la ville d'Ispahan.
Le club iranien, présidé par Mohammad Reza Saket et dont l'équipe première est entraînée par Jorvan Vieira, évolue en première division du championnat d'Iran. Le Sepahan Ispahan évolue au stade Naghsh e Jahan.
Le club remporte cinq titres de champion d'Iran et cinq coupes d'Iran. Il est également finaliste d'une compétition continentale, la Ligue des champions d'Asie en 2007, ce qui lui permet de se qualifier pour la Coupe du monde des clubs 2007 (premier club iranien à participer à cette compétition).

## Histoire
Le club ouvre son palmarès à partir des années 2000. Neuvième de l'exercice 2001-2002, il met fin à l'hégémonie des clubs de la capitale (depuis 1995, Pirouzi Teheran et Esteghlal Teheran se partageaient le titre) en s'emparant du titre de champion d'Iran en 2003. Qualifié en Ligue des champions d'Asie en 2004, Sepahan est éliminé dès le premier tour, en terminant deuxième de sa poule derrière les Saoudiens d'Al Ittihad Djeddah, en étant battu à la différence de but (3-2 à l'aller en Iran, 0-4 au retour en Arabie saoudite). En championnat, le club ne termine qu'à la sixième place, mais remporte un nouveau trophée avec la coupe d'Iran contre l'Esteghlal Teheran (3-2 à Ispahan, 2-0 à Téhéran), leur permettant de disputer de nouveau la Ligue des champions d'Asie.
La saison 2005 est plus difficile pour le club, qui termine dixième du championnat, avec une nouvelle élimination au premier tour de la Ligue des champions, cette fois-ci contre les Émiratis d'Al Ayn Club. Le club subit également une élimination prématurée en huitièmes de finale de la coupe d'Iran contre le Paas Teheran (1-4). Absent des joutes continentales en 2006, Sepahan reste en milieu de tableau du championnat (septième du championnat), mais ajoute une ligne à son palmarès en disposant du Pirouzi Teheran en finale (1-1 à Téhéran, 1-1 à Ispahan, t.a.b. 4-2), leur permettant de se qualifier pour la prochaine Ligue des champions d'Asie.
Lors de l'édition 2006 de la Ligue des champions, l'équipe réussit pour la première fois de son histoire à s'extirper de la phase de poule, en dominant les Saoudiens d'Al Shabab Riyad, d'Al Ayn Club, et les Syriens d'Al Ittihad Alep. Qualifié en quarts-de-finale, ils écartent les Japonais du Kawasaki Frontale aux tirs au but, après deux matchs nuls 0-0. Ils accèdent à la finale, en éliminant les Émiratis d'Al Wahda Abu Dhabi (3-1, 0-0). En finale, malgré un match nul à domicile contre les Japonais d'Urawa Red Diamonds 1-1, ils sont défaits 2-0 au Japon. Sur le plan national, Sepahan termine cinquième du championnat 2007, et conserve la coupe d'Iran contre le Saba Battery Teheran (1-0 ; 3-0). Fin 2007, le club est invité à participer à la Coupe du monde des clubs 2007 au Japon en tant que finaliste de la Ligue des champions, et devient ainsi le premier club iranien de l'histoire à être convié à cette compétition. Le club domine en match de barrage l'équipe néo-zélandaise de Waitakere United (3-1), mais est défait en quart-de-finale contre les mêmes adversaires rencontrés en finale de la Ligue des champions, à savoir les Urawa Red Diamonds, sur le score de 1-3.
En septembre 2014, Hossain Faraki est nommé entraîneur du Sepahan SC. Avec Faraki à sa tête, le Sepahan SC est sacré Champion d'Iran pour la cinquième fois de son histoire lors de la saison 2014-2015. Le club valide son titre lors de l'ultime journée, le 15 mai 2015, en s'imposant face au Saipa SC sur le score de deux buts à zéro, grâce à un doublé de Mehdi Sharifi (en). Sepahan devance seulement d'un point son dauphin, le Tractor Sazi, et termine ainsi premier du championnat iranien.
Le 24 juin 2022, le Sepahan choisit José Morais pour devenir l'entraîneur principal de l'équipe première. Avec le technicien portugais à la tête de l'équipe, le club remporte la Coupe d'Iran face au Mes Rafsanjan F.C. (en) en s'imposant par deux buts à zéro le 20 juin 2024,. 
Morais quitte le club en novembre 2024 pour des raisons personnelles. Il est remplacé par le français Patrice Carteron, nommé officiellement le 26 novembre 2024 où il signe un contrat de deux ans.

## Bilan sportif

### Palmarès
| Compétitions nationales | Compétitions internationales                       |
| --- | -------------------------------------------------- |
| - Championnat d'Iran (5) : - Champion : 2002-03, 2009-10, 2010-11, 2011-12 et 2014-15. - Vice-champion : 2007-08, 2018-19 et 2024-25. - Coupe d'Iran (5) : - Vainqueur : 2003-04, 2005-06, 2006-07, 2012-13, 2023-24 - Supercoupe d'Iran (1) : - Vainqueur : 2024 | - Ligue des champions d'Asie : - Finaliste : 2007. |

### Saison par saison
| Saison  | Championnat | Championnat     | Championnat | Championnat | Championnat | Championnat | Championnat | Championnat | Championnat | Coupe d'Iran                  | Coupes d'Asie               |
| Saison  | Division    | Pos             | J           | V           | N           | D           | BP          | BC          | Diff        | Coupe d'Iran                  | Coupes d'Asie               |
| ------- | ----------- | --------------- | ----------- | ----------- | ----------- | ----------- | ----------- | ----------- | ----------- | ----------------------------- | --------------------------- |
| 1971-72 | D1          | 5e              | 14          | 4           | 3           | 7           | 12          | 18          | -6          | -                             | -                           |
| 1974-75 | D1          | 10e             | 22          | 4           | 6           | 12          | 10          | 27          | -17         | -                             | -                           |
| 1975-76 | D1          | 11e             | 30          | 8           | 10          | 12          | 24          | 27          | -3          | -                             | -                           |
| 1976-77 | D1          | 14e             | 30          | 5           | 14          | 11          | 20          | 30          | -10         | -                             | -                           |
| 1977-78 | D1          | 13e             | 30          | 7           | 12          | 11          | 21          | 31          | -10         | -                             | -                           |
| 1989-90 | D1          | 7e              | 20          | 6           | 8           | 6           | 16          | 16          | 0           | -                             | -                           |
| 1991-92 | D1          | 6e              | 22          | 9           | 4           | 9           | 20          | 30          | +16         | -                             | -                           |
| 1993-94 | D1          | 11e             | 26          | 7           | 8           | 11          | 16          | 26          | -10         | -                             | -                           |
| 1994-95 | D1          | 6e              | 22          | 8           | 6           | 8           | 28          | 25          | +3          | -                             | -                           |
| 1995-96 | D1          | 5e              | 30          | 11          | 9           | 10          | 40          | 34          | +6          | -                             | -                           |
| 1996-97 | D1          | 3e              | 30          | 14          | 8           | 8           | 37          | 29          | +8          | -                             | -                           |
| 1997-98 | D1          | 6e              | 28          | 9           | 10          | 9           | 24          | 25          | -1          | -                             | -                           |
| 1998-99 | D1          | 3e              | 30          | 13          | 14          | 3           | 38          | 19          | +19         | -                             | -                           |
| 1999-00 | D1          | 4e              | 26          | 11          | 9           | 6           | 28          | 19          | +7          | 13e Coupe d'Iran Demi-finales | -                           |
| 2000-01 | D1          | 7e              | 22          | 5           | 11          | 6           | 19          | 23          | -4          | -                             | -                           |
| 2001-02 | D1          | 9e              | 26          | 7           | 11          | 8           | 22          | 22          | 0           | 15e Coupe d'Iran Demi-finales | -                           |
| 2002-03 | D1          | Champion        | 26          | 16          | 4           | 6           | 47          | 27          | +20         | 16e Coupe d'Iran Demi-finales | -                           |
| 2003-04 | D1          | 6e              | 26          | 11          | 6           | 9           | 47          | 36          | +11         | 17e Coupe d'Iran Champion     | 23e AFC Champions 1er tour  |
| 2004-05 | D1          | 10e             | 30          | 7           | 14          | 9           | 30          | 33          | -3          | 18e Coupe d'Iran 1/8 f.       | 24e AFC Champions 1er tour  |
| 2005-06 | D1          | 7e              | 30          | 12          | 7           | 11          | 38          | 32          | +6          | 19e Coupe d'Iran Champion     | -                           |
| 2006-07 | D1          | 5e              | 30          | 14          | 7           | 9           | 41          | 28          | +13         | 20e Coupe d'Iran Champion     | 26e AFC Champions Finaliste |
| 2007-08 | D1          | 2e              | 34          | 17          | 10          | 7           | 53          | 38          | +15         | 21e Coupe d'Iran 1/4 f.       | 27e AFC Champions 1er tour  |
| 2008-09 | D1          | 4e              | 34          | 14          | 14          | 6           | 46          | 34          | +12         | 22e Coupe d'Iran 1/8 f.       | 28e AFC Champions 1er tour  |
| 2009-10 | D1          | Champion        | 34          | 19          | 10          | 5           | 35          | 16          | +19         | 23e Coupe d'Iran 1/8 f.       | 29e AFC Champions 1er tour  |
| 2010-11 | D1          | Champion        | 34          | 18          | 12          | 4           | 56          | 29          | +27         | 24e Coupe d'Iran 1/4 f.       | 30e AFC Champions 1/4 f.    |
| 2011-12 | D1          | Champion        | 34          | 19          | 10          | 5           | 54          | 27          | +27         | 25e Coupe d'Iran 1/16 f.      | 31e AFC Champions 1/4 f.    |
| 2012-13 | D1          | 3e              | 34          | 19          | 7           | 8           | 60          | 33          | +27         | 26e Coupe d'Iran Champion     | 32e AFC Champions 1er tour  |
| 2013-14 | D1          | 4e              | 30          | 14          | 12          | 4           | 36          | 20          | +16         | 27e Coupe d'Iran 1/16 f.      | 33e AFC Champions 1er tour  |
| 2014-15 | D1          | Champion        | 30          | 17          | 8           | 5           | 46          | 27          | +19         | 28e Coupe d'Iran 1/16 f.      | 34e AFC Champions 1er tour  |
| 2015-16 | D1          | 11e             | 30          | 8           | 14          | 8           | 29          | 30          | -1          | 29e Coupe d'Iran Demi-finales | 35e AFC Champions 1er tour  |
| 2016-17 | D1          | 5e              | 30          | 12          | 9           | 9           | 38          | 34          | +4          | 30e Coupe d'Iran Finaliste    | -                           |
| 2017-18 | D1          | 14e             | 30          | 6           | 11          | 13          | 31          | 34          | -3          | 31e Coupe d'Iran 1/16 f.      | -                           |
| Total   | D1          | 5 fois Champion | 904         | 351         | 287         | 255         | 1062        | 879         | +183        | 4 fois Champion               | Finaliste                   |

## Personnalités du club

### Entraîneurs
- Mahmoud Hariri (1953 - 1960)
- Commision technique (1960 - 1970)
- Mahmoud Yavari (1970 - 1978)
- Zdravko Rajkov (1978)
- Mahmoud Yavari (1978 - 1980)
- Masoud Tabesh (1980 - 1993)
- Firouz Karimi (1993 - 1994)
- Nasser Hejazi (1994 - 1995)
- Mahmoud Yavari (1995 - 1996)
- Rasoul Korbekandi (1996 - 1998)
- Mehdi Monajati (1998 - 1999)
- Hamid Nadimian (1999 - 2001)
- Stanko Poklepović (2001 - 2002)
- Farhad Kazemi (2002 - 2005)
- Stanko Poklepović (2005)
- Edson Tavares (2005 - 2006)
- Luka Bonačić (2006 - 2008)
- Jorvan Vieira (2008)
- Engin Firat (2008)
- Hossein Charkhabi (2008)
- Farhad Kazemi (2008 - 2009)
- Amir Ghalenoei (2009 - 2011)
- Luka Bonačić (2011)
- Zlatko Kranjčar (2011 - 2014)
- Hossein Faraki (2014 - 2015)
- Igor Štimac (2015 - 2016)
- Ghasem Zaghinejad (2016)
- Abdollah Veisi (2016 - 2017)
- Zlatko Kranjčar (2017 - 2018)
- Mansour Ebrahimzadeh (2018)
- Amir Ghalenoei (2018 - 2020)
- Miguel Teixeira (2020)
- Moharram Navidkia (2020 - 2022)
- José Morais (2022 - 2024)
- Patrice Carteron (2024-)

### Joueurs emblématiques
- Hadi Aghili
- Omid Ebrahimi
- Ehsan Hajsafi
- Rasoul Khatibi
- Moharram Navidkia
- Mehdi Rahmati
- Emad Mohammed
- Ibrahima Touré